# Expedice 56
Expedice 56 byla šestapadesátou expedicí na Mezinárodní vesmírné stanici (ISS). Byla šestičlenná, tři členové přešli z Expedice 55, zbývající trojice na ISS přiletěla v Sojuzu MS-09. Začala 3. června 2018. Expedice 56 skončila 4. října 2018 odletem Sojuzu MS-08 od stanice.
Sojuz MS-08 a Sojuz MS-09 expedici sloužily jako záchranné lodě.

## Posádka
| Posádka         | 1.část (červen 2018)         | 2.část (červen–říjen 2018)      |
| --------------- | ---------------------------- | ------------------------------- |
| Velitel         | Andrew Feustel (3), NASA     | Andrew Feustel (3), NASA        |
| Palubní inženýr | Oleg Artěmjev (2), Roskosmos | Oleg Artěmjev (2), Roskosmos    |
| Palubní inženýr | Richard Arnold (2), NASA     | Richard Arnold (2), NASA        |
| Palubní inženýr |                              | Alexander Gerst (2), ESA        |
| Palubní inženýr |                              | Serena Auñónová (1), NASA       |
| Palubní inženýr |                              | Sergej Prokopjev (1), Roskosmos |

V závorkách je uveden dosavadní počet letů do vesmíru včetně této mise.